# Indigofera heterantha
Espèce
Synonymes
- Indigofera gerardiana var. heterantha (Brandis) Baker[2]
- Indigofera gerardiana Baker[2] [3]
- Indigofera heterantha var. gerardiana (Baker) Ali[2] [3]
- Indigofera himalayensis var. retusa S. N. Biswas[2]
- Indigofera macrostachya Vent.[2] [3]
- Indigofera rubroviolacea Dunn[2] [3]

Indigofera heterantha, l'Indigotier rose ou Indigotier de l'Himalaya, est une espèce de plantes à fleurs de la famille des Fabacées. C'est un arbuste originaire du Nord Ouest de l'Himalayas (Tibet, Afghanistan). Il est utilisé comme espèce ornementale. 

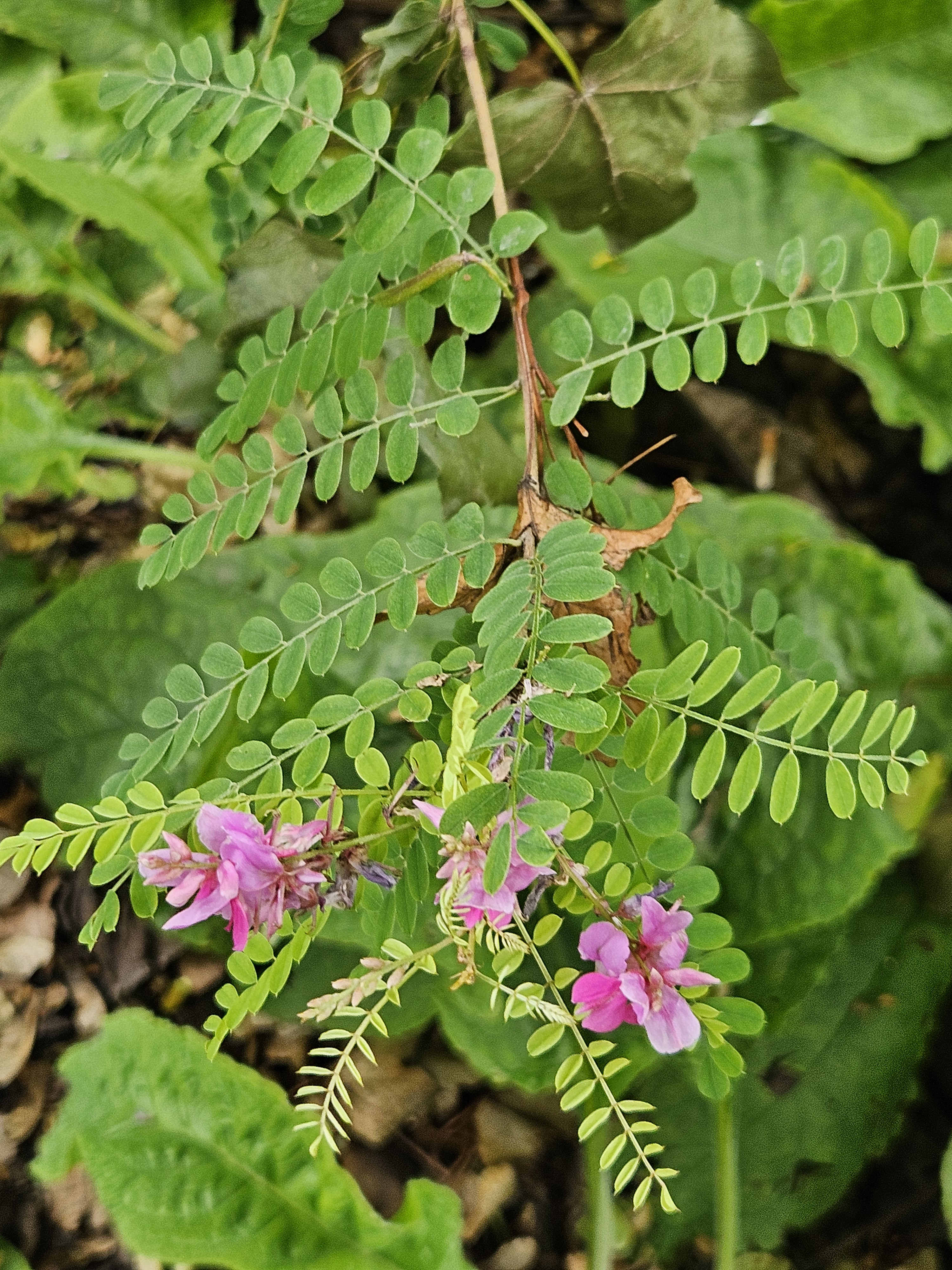
Indigofera heterantha au jardin botanique d'Amsterdam

## Description
Indigofera heterantha est un arbuste caduc atteignant 2-3 m de haut et de large, avec des feuilles pennées, chaque feuille portant jusqu'à 21 folioles ovales gris-vert et des grappes de fleurs violettes ressemblant à des pois en été,.

## Culture
L'Indigofera heterantha est cultivée comme plante ornementale, idéale en plein soleil. Elle est résistante à la sécheresse et très rustique, jusqu'à -15 °C. Cependant, dans les régions plus froides, elle peut être herbacée, ce qui signifie qu'en fin de saison, elle dépérit jusqu'au niveau du sol avant de repousser l'année suivante. Cette plante a remporté le Award of Garden Merit de la Royal Horticultural Society,.
Il appartient au même genre que les plantes utilisées pour produire la teinture indigo. 

## Liste des variétés
Selon Tropicos (21 juillet 2019) (Attention liste brute contenant possiblement des synonymes) :
- Indigofera heterantha var. gerardiana (Graham ex Baker in Hook. f.) Ali
- Indigofera heterantha var. longipedicellata Thoth.

L'épithète spécifique latine « heterantha » signifie « avec des fleurs diverses ou variées ».